# 明星少女夢
《明星少女夢》是藤田和子創作的少女漫畫，於1994年至1995年之間在漫畫雜誌《Sho-Comi》上連載，單行本全6集。

## 故事簡介
久世葵是個喜歡演戲的高中生，在思索人生未來道路時，發現電視上竟播出自己當主角的廣告。廣告影片的拍攝者東条一葉向葵表示，出外景時無意間看的了葵，因欣賞她的表情就拍成影片了，並邀請葵與他簽約，少女從此踏上成為明星的道路。

## 登場角色
久世葵
本作主角。15歲的高中生，在學校參加話劇社，對演戲充滿熱誠。獲一葉發掘而出道，偷偷地喜歡一葉。
東一葉
經紀公司東企畫的老闆，賭上一切成立經紀公司的原因是看到了葵的發展性。
本身是知名經紀公司寶珠製作公司的小開，但拒絕靠家族力量，獨立創業。
麻生夏目
東企畫的董事兼總務兼人事兼司機兼工友，一葉的好友。
水原安奈
隸屬於雷射製作的偶像明星，可愛但演技平平，和葵競爭電影「春之扉」的主演位置。
江藤
水原安奈的經紀人。笑裡藏刀，為達目的不擇手段。
太田涼子
戲劇製作人，在葵的工作機會遭雷射製作破壞時，答應在電視劇中起用葵，條件是葵能拿到野澤拓也編寫的劇本。
野澤拓也
很有個性的當紅編劇，在葵數度拜託他寫劇本後將戒指丟進海中，稱只要葵能把戒指找回，就替她寫劇本。
澤井吉野
實力派演員，在擔任舞台劇「炎舞」的主角莎拉時，為了見識葵的演技，特別裝病使候補的葵能上場。
木崎雄二
引誘人簽下不合理演出契約，賺取高額解約金的騙徒。
東高文
寶珠製作公司的副董事長，一葉同父異母的哥哥，處處阻擾葵和一葉，其實是希望一葉能回家族公司與他一起打拼。
北澤遙
寶珠製作發掘的新人，是毫無演戲經驗的善良少年，但因為本身特殊的氣質，一出道就主演大製作的電影。
佐野秀幸
好萊塢的明星。態度傲慢。
愛咪麗・賀威特
美國演員，力求在演藝圈站穩腳步。

## 出版書籍
| 卷數 | 小學館         | 小學館             |
| 卷數 | 發售日期       | ISBN               |
| ---- | -------------- | ------------------ |
| 1    | 1994年4月26日  | ISBN 4-09-136041-6 |
| 2    | 1994年7月26日  | ISBN 4-09-136042-4 |
| 3    | 1994年10月26日 | ISBN 4-09-136043-2 |
| 4    | 1995年1月26日  | ISBN 4-09-136044-0 |
| 5    | 1995年4月26日  | ISBN 4-09-136045-9 |
| 6    | 1995年7月26日  | ISBN 4-09-136046-7 |